# Lobsang Yeshi
Lobsang Yeshi (tibétain : བློ་བཟང་ཡེ་ཤེས་, Wylie : blo bzang ye shes) est un écrivain et homme politique tibétain.

## Biographie
Lobsang Yeshi effectue ses études primaires et secondaires à l'école centrale pour les Tibétains de SFF à Herbertpur (en) en Inde, une école pour les enfants de familles tibétaines recrutées dans la Special Frontier Force (SFF). Il obtient un diplôme de l'université du Panjab à Chandigarh en 1992. Pendant ses études universitaires, il est secrétaire général du mouvement régional pour la liberté du Tibet, président de la branche régionale du Congrès de la jeunesse tibétaine (TYC) et vice-président de l'Association des étudiants étrangers à Chandigarh.
Il est ensuite professeur à l'école centrale pour les Tibétains Paonta Sahib (en) pendant 2 ans. De 1994 à 1999, il est chercheur et traducteur dans l'Unité de surveillance et de recherche des affaires tibétaines à Delhi. Il est professeur à l'école secondaire de Sera Jey à Bylakuppe pendant sept ans et secrétaire puis vice-président du comité exécutif central du TYC. De 2007 à 2013, il travaille à CHOICE HIV/AIDS Initiatives en tant que membre du conseil d'administration, coordinateur et formateur sur le VIH. Il est également chercheur indépendant et produit des rapports de recherche et des articles sur les affaires sino-indo-tibétaines.
Quelques mois avant les Jeux olympiques d'été de 2008, en tant que vice-président du TYC, Lobsang Yeshi coordonne avec Sherab Woeser, la « Marche de retour au Tibet »,,.
Le 1er février 2012, Lobsang Yeshi succède à Geshe Yungdrung Gyaltsen démissionnaire le 1er janvier 2012 comme député du 15e Parlement tibétain en exil, représentant la province de Do-Toe (le Kham).
En mars 2016, Lobsang Yeshi est élu député du 16e Parlement tibétain en exil.
En 2021, Lobsang Yeshi est responsable de l'installation de la colonie tibétaine de Lugsung Samdupling à Bylakuppe, dans le sud de l'Inde. 
En septembre 2024, Lobsang Yeshi est élu commissaire électoral en chef par la 17e assemblée du Parlement tibétain en exil.

## Publications
- (en) Sizing up the Dragon's 'Miracle', Rangzen Magazine, août 2006, « Le train Gormo-Lhassa : l'envers du décor » (version du 23 novembre 2008 sur Internet Archive), article traduit en français dans la revue « Alternative tibétaine »
- (en) Dragon’s Terrorist Designs- Part-I, Phayul.com, 2011
- (en) Rise of Narendra Modi — and Tibetan hopes?, Tibet Sun, 2014